# Saint-Jean-Mirabel
Saint-Jean-Mirabel è un comune francese di 236 abitanti situato nel dipartimento del Lot nella regione dell'Occitania.

## Società

### Evoluzione demografica
Abitanti censiti